# Viktor Rašnikov
Viktor Filippovič Rašnikov ((in russo Ви́ктор Фили́ппович Ра́шников?); Magnitogorsk, 13 ottobre 1948) è un imprenditore russo miliardario e oligarca, presidente e proprietario di Magnitogorsk Iron and Steel Works,  uno dei maggiori produttori d'acciaio del mondo.
Secondo Forbes, tra gli uomini più ricchi della Russia con un patrimonio stimato nel 2022 di 10,5 miliardi di dollari.

## Biografia
Nel 1974, Rashnikov ha conseguito il diploma in processo di formatura dei metalli presso l'Istituto Magnitogorsk di miniere e metallurgia.  In seguito ha ottenuto un altro diploma nel 1994 n Organizzazione dell'amministrazione della produzione. Successivamente Rashnikov si è specializzato in Scienze Tecniche nel 1998. Oltre a scrivere molti articoli di ricerca e relazioni scientifiche,, ha implementato numerose soluzioni ingegneristiche.
Nel 2002 è stato nominato professore onorario presso l'Istituto di Acciaio e Leghe di Mosca. Inoltre, ricopre come accademico un ruolo presso l'Accademia Russa dei Problemi di Qualità.

### Inizio come operaio
Rashnikov ha iniziato la sua carriera con la Magnitogorsk Iron & Steel Works (MMK) nell'officina di riparazione dell'azienda come montatore nel 1967. Da allora, fino al 1991, ha fatto carriera occupando una serie di posizioni dirigenziali presso MMK, tra cui quella di responsabile della produzione e della fornitura di prodotti. Nel 1991 è stato nominato Ingegnere Capo e Primo Vice Direttore Generale. Nel 1997, Viktor Rashnikov è riuscito a salire al ruolo di direttore generale di MMK, prima di diventarne nel 2005 presidente del consiglio di amministrazione.

### Leadership in MMK
Dopo essersi fatto strada attraverso vari ruoli in MMK, Viktor Rashnikov ha ottenuto negli anni Novanta il controllo quasi completo della società attraverso l'acquisto di azioni sul mercato (87,26% a maggio 2017).). I risultati della sua leadership in MMK sono stati descritti da alcuni come "impressionanti", raddoppiando nel 2007, dopo dieci anni della sua direzione, la produzione di acciaio da 6 a 12 milioni di tonnellate.
Dal 2007 ha quotato MMK alla Borsa di Londra.
Nel 2008 il "Financial Times" ha definito Rashnikov "re dell'acciaio con effetto magnetico".
Ha implementato un programma di investimenti su vasta scala che comprendeva la modernizzazione di cinque altiforni, la costruzione di un'unità di ossigeno, la costruzione di impianti di forni elettrici ad arco, la costruzione di Thick-Plate Mill 5000 e il complesso cold-rolling Mill 2000.  Nel 2000-2016, gli investimenti totali della società ammontavano a 13 miliardi di dollari, inclusi circa 10 miliardi nello sviluppo di MMK.
Rashnikov si è dimesso da CEO di MMK nel 2011 dopo 14 anni di lavoro. Un anno più tardi, nel 2012, la figlia più giovane, Olga, è entrata a far parte del consiglio di amministrazione e del comitato di pianificazione strategica.
È stato sanzionato dall'UE e dal Regno Unito nel marzo 2022 in seguito alla guerra ucraina.

## Riconoscimenti
- Ordine per il Merito della Patria (2ª classe)
- Ordine per il Merito della Patria (3ª classe)
- Ordine per il Merito della Patria (4ª classe)
- Ordine di Onore